# Robert der Mönch
Robert der Mönch, auch Robert von Reims oder Robert von Saint-Remi, (* um 1055; † 23. August 1122) war ein mittelalterlicher Kleriker und Chronist.
Er war Abt des Klosters Saint-Rémi bei Reims in Frankreich. Er wurde vom Erzbischof von Reims, Manasses II. von Châtillon, abgesetzt und appellierte dagegen bei Papst Urban II. Dieser urteilte 1097 zu seinen Gunsten. Später wurde Robert Prior in Senuc in den Ardennen, doch wurde er als solcher schließlich durch Urteil von Papst Calixt II. abgesetzt. Er starb als einfacher Mönch 1122.
Er erhielt einige Jahre nach der erfolgreichen Beendigung des Ersten Kreuzzuges den Auftrag, die sogenannten Gesta Francorum zu ergänzen, weil darin Papst Urbans II. Aufruf zum Kreuzzug auf dem Konzil von Clermont zu kurz gekommen sei. Außerdem war deren sprachliche Gestaltung wenig ansprechend. Robert verfasste sein Werk, die Historia Iherosolimitana 1106/07, wohl nicht zuletzt mit der Absicht, die Bemühungen des französischen Königshauses für einen neuen Zug ins Heilige Land zu unterstützen.